# Ivar Holmgren (botaniker)
Ivar Albert Holmgren, född 31 maj 1889 i Stockholm, död där 5 mars 1975, var en svensk botaniker.
Ivar Holmgren var son till perukmakaren Carl Theodor Holmgren. Efter mogenhetsexamen i Stockholm 1909 studerade han vid Stockholms högskola, blev filosofie magister 1914, filosofie licentiat 1917 och filosofie doktor 1919. Holmgren var docent i botanik vid Stockholm högskola 1919–1930 och lektor i biologi vid Nya elementarskolan 1929–1944. Från 1945 var han lektor i biologi med hälsolära vid Statens normalskola i Stockholm. Tillsammans med Otto Heilborn företog han en botanisk forskningsresa till Ecuador 1919–1921, och gjorde även vidsträckta resor i Europa. Holmgren ägnade sig som botaniker främst åt cytologi och embryologi och publicerade flera arbeten inom området. Särskilt märks hans stora undersökning över några compositsläkten, Zytologische Studien über die Fortpflanzung bei der Gattungen Erigeron und Eupatorium (1919, doktorsavhandling).